# Kanton Créances
Créances is een op 22 maart 2015 gevormd kanton van het Franse departement Manche in de regio Normandië.

## Geschiedenis
Vesly, dat voorheen was verdeeld over de kantons La Haye-du-Puits en Lessay, werd in het nieuwe kanton opgenomen. Van het eerstgenoemde kanton werden ook de gemeenten Baudreville, Bolleville, Canville-la-Rocque, Coigny, Denneville Doville, Glatigny, La Haye-du-Puits, Lithaire, Mobecq, Montgardon, Neufmesnil, Prétot-Sainte-Suzanne, Saint-Nicolas-de-Pierrepont, Saint-Rémy-des-Landes, Saint-Sauveur-de-Pierrepont, Saint-Symphorien-le-Valois, Surville en Varenguebec opgenomen en van het kanton Lessay de gemeenten Angoville-sur-Ay, Bretteville-sur-Ay, Créances, La Feuillie, Laulne, Lessay, Millières, Pirou, Saint-Germain-sur-Ay, Saint-Patrice-de-Claids. Van het eveneens opgeheven kanton Périers werden de gemeenten Le Plessis-Lastelle en Saint-Jores opgenomen. Hierdoor omvatte het kanton op 22 maart 2015 in totaal 32 gemeenten.
Op 1 januari 2016 fuseerden de gemeenten Coigny, Lithaire, Prétot-Sainte-Suzanne en Saint-Jores tot de commune nouvelle Montsenelle ; de gemeenten Baudreville, Bolleville, Glatigny, La Haye-du-Puits, Mobecq, Montgardon, Saint-Rémy-des-Landes, Saint-Symphorien-le-Valois en Surville fuseerden tot de commune nouvelle La Haye en Angoville-sur-Ay werd toegevoegd aan de gemeente Lessay, die hiermee ook de status van commune nouvelle kreeg. 
Op 1 januari 2019 fuseerde Denneville met Portbail en Saint-Lô-d'Ourville in het kanton Les Pieux tot de commune nouvelle Port-Bail-sur-Mer maar bleef aanvankelijk deel uitmaken van het kanton Créances tot op 5 maart 2020 de gehele gemeente werd opgenomen in het kanton Les Pieux.
Door deze gemeentefusies liep het aantal gemeenten terug tot 19.

## Gemeenten
Het kanton Créances omvat de volgende gemeenten:
- Bretteville-sur-Ay
- Canville-la-Rocque
- Créances
- Doville
- La Feuillie
- La Haye
- Laulne
- Lessay
- Millières
- Montsenelle
- Neufmesnil
- Pirou
- Le Plessis-Lastelle
- Saint-Germain-sur-Ay
- Saint-Nicolas-de-Pierrepont
- Saint-Patrice-de-Claids
- Saint-Sauveur-de-Pierrepont
- Varenguebec
- Vesly

Agon-Coutainville · Avranches · Bréhal · Bricquebec-en-Cotentin · Carentan-les-Marais · Cherbourg-en-Cotentin-1 · -2 · -3 · -4 · -5 · Condé-sur-Vire · Coutances · Créances · Granville · La Hague · Isigny-le-Buat · Le Mortainais · Les Pieux · Pont-Hébert · Pontorson · Quettreville-sur-Sienne · Saint-Hilaire-du-Harcouët · Saint-Lô-1 · -2 · Valognes · Val-de-Saire · Villedieu-les-Poêles